# Gare de Vaires - Torcy
Gare de Vaires - Torcy vasútállomás Franciaországban, Vaires-sur-Marne településen.

## Vasútvonalak
Az állomást az alábbi vasútvonalak érintik:
- Párizs-Strasbourg-vasútvonal

## Kapcsolódó állomások
A vasútállomáshoz az alábbi állomások vannak a legközelebb:
- Gare de Chelles - Gournay (Paris Gare de l’Est, ligne P)
- Gare de Lagny - Thorigny (Gare de Meaux, ligne P)